# Нав'язливе кохання
Нав'язливе кохання або обсесивний розлад кохання (OРК) — передбачуваний стан, при якому одна людина відчуває непереборне нав'язливе бажання володіти іншою людиною та захищати її, іноді з нездатністю прийняти невдачу чи відкидання. Симптоми включають нездатність терпіти будь-який час, проведений без цієї людини, нав'язливі фантазії навколо людини та витрачання надмірної кількості часу на пошуки, створення або перегляд зображень цієї людини.

## Характеристики
Залежно від інтенсивності свого потягу, одержимі коханці можуть відчувати себе абсолютно неспроможними стриматися від екстремальних дій, таких як акти насильства по відношенню до себе чи інших. Вважається, що нав'язливе кохання інколи сягає корінням у дитячу травму та може початися з першого погляду. Воно може тривати нескінченно довго, іноді потребуючи психотерапії.
Розладом, який найчастіше асоціюється з нав'язливим коханням, є емоційно нестабільний розлад особистості. Інші розлади, які найчастіше пов'язані з нав'язливою любов'ю, включають маревний розлад, обсесивно-компульсивний розлад та інші розлади особистості групи В.

## Психологія
Зигмунд Фрейд вважав, що нав'язлива любов може бути підкріплена несвідомим почуттям ненависті, яке воно надлишково компенсує, пояснюючи тим самим відчуття потреби потерпілого захистити об'єкт кохання. Пізніші аналітики вважали, що нав'язливе кохання більше спричинене нарцисичною потребою, заклопотаністю об'єктом кохання, що пропонує захист від хвилювань і депресивних почуттів; тоді як юнгіанці бачать, що це вкорінене в проекції внутрішнього «я» на іншу людину.

## В культурі
Марсель Пруст розкрив (у своєму власному стилі) одержиме кохання у романі «У пошуках утраченого часу».
«Фатальний потяг» показує одержиме кохання після короткого роману Александри Форрест до Дена Галлагера.
Боллівудські фільми, такі як «Дарр», «Наслідок» і «Дастак», зображують головних лиходіїв як одержимих коханців.
«Ти», роман -трилер Керолайн Кепнес 2014 року, описує нав'язливий розлад кохання. Роман був адаптований до першого сезону «Довічність» і телесеріалу Netflix «Ти».

## Подальше читання
- Peabody, Susan (1995). Addiction to Love: Overcoming Obsession and Dependency in Relationships (вид. illustrated, reprint, revised). Ten Speed Press. ISBN 9780890877159.
- Moore, John (2006). Confusing Love with Obsession: When Being in Love Means Being in Control (вид. illustrated, reprint, revised). Hazelden Books. ISBN 978-1592853564.